# Ilex haberi
Ilex haberi là một loài thực vật có hoa trong họ Aquifoliaceae. Loài này được (Lundell) W.J. Hahn mô tả khoa học đầu tiên năm 1996.